# Calliphora franzi
Calliphora franzi är en tvåvingeart som beskrevs av Zumpt 1956. Calliphora franzi ingår i släktet Calliphora och familjen spyflugor. Inga underarter finns listade i Catalogue of Life.